# Gurten (berg)
Gurten är ett berg i Schweiz.   Det ligger i distriktet Bern-Mittelland och kantonen Bern, i den centrala delen av landet, 3 km söder om huvudstaden Bern. Toppen på Gurten är 858 meter över havet, eller 217 meter över den omgivande terrängen. Bredden vid basen är 2,8 km.
Terrängen runt Gurten är kuperad åt sydost, men åt nordväst är den platt. Runt Gurten är det ganska tätbefolkat, med 67 invånare per kvadratkilometer.. Närmaste större samhälle är Bern, 3,4 km norr om Gurten. 
Omgivningarna runt Gurten är en mosaik av jordbruksmark och naturlig växtlighet.